# ندامت (فیلم)
ندامت یک فیلم درام محصول سال ۲۰۰۹ به کارگردانی آرون اشنایدر و نویسندگی کریس پروونزانو و سی گابی میچل است. این فیلم ماجرای زندگی یک گوشه‌نشین در ایالت تنسی در دهه ۱۹۳۰ را روایت می‌کند که در حالی که هنوز زنده است، مراسم تشییع جنازه خود را برگزار می‌کند. در این فیلم رابرت دووال، بیل موری، سیسی اسپیسک و لوکاس بلک به ایفای نقش می‌پردازند. دووال به خاطر نقش اولش در این فیلم جایزه بهترین بازیگر مرد را از جشنواره فیلم هالیوود دریافت کرد.

## بازیگران
- رابرت دووال در نقش فلیکس بوش
- سیسی اسپیسک در نقش متی دارو
- بیل موری در نقش فرانک کوین
- لوکاس بلک در نقش بادی رابینسون
- جرالد مک‌رینی در نقش کشیش گاس هورتون
- بیل کابز در نقش کشیش چارلی جکسون
- آرین لوگان در نقش مری لی استروپ
- لوری بت اجمن در نقش کاترین رابینسون
- آندره آ پاول در نقش بانی
- ربکا گرانت در نقش جوآن
- اسکات کوپر در نقش کارل
- بلریم دستانی در نقش گری
- چندلر ریگز در نقش تام
- دنی وینسون در نقش گرییر
- توماس کارولاک در نقش اورویل
- اندی استال در نقش عکاس

## تولید
فیلم ندامت بر اساس یک داستان واقعی ساخته شده که در سال ۱۹۳۸ در شهرستان روئن، تنسی اتفاق افتاده‌است. شخصیت دووال، فلیکس بوش، بر اساس شخصیتی واقعی به نام فلیکس بوشالو «عمو بوش» بریزیل ساخته شده بود. این فیلم به‌طور کامل در مکان‌هایی در گرجستان و با حمایت وزارت توسعه اقتصادی گرجستان فیلمبرداری و تهیه شده‌است.

## پخش
ندامت برای اولین بار در جشنواره بین‌المللی فیلم تورنتو به نمایش درآمد و توسط سونی پیکچرز کلاسیکس Sony Pictures Classics توزیع شده‌است. این فیلم در ۳۰ ژوئیه ۲۰۱۰ در ایالات متحده اکران شد و در چهار سینما اکران شد و در آخر هفته ۹۰٬۹۰۰ دلار فروش داشت که میانگین آن ۲۲٬۷۲۵ دلار برای هر سینما بود. این فیلم را در رتبه بیست و سوم کلی برای آخر هفته ۳۰ جولای تا ۱ اوت ۲۰۱۰ قرار داد. تا ژانویه ۲۰۱۱، این فیلم در آمریکای شمالی ۹٬۱۰۰٬۲۳۰ دلار و در سایر مناطق، ۴۰۱٬۳۶۱ دلار، جمعاً ۹٬۵۱۳٬۲۲۵ دلار در سراسر جهان فروخت.

## استقبال
در مجموع نقدهای روتن تومیتوز Rotten Tomatoes، این فیلم بر اساس ۱۴۵ نقد، با میانگین امتیاز ۷٫۲۰/۱۰، ۸۵ درصد تأیید شده‌است. بیشتر منتقدان این سایت بر این باورند: «هرچند نقص ظریفی دارد، اما این درام با فهرست پروپیمانی از بازیگران، ازجمله رابرت دووال و بیل موری ارتقا یافته‌است.» در متاکریتیک، فیلم بر اساس ۳۵ منتقد، میانگین وزنی ۷۷ از ۱۰۰ را دارد که بیانگر «نقدهای عموماً مثبت» است.
منتقدان از بازی رابرت دووال شدیداً استقبال کردند، حتی جان اندرسون از وال استریت ژورنال نوشت: ". . . آقای دووال… به [فیلم] روح بخشده است.» بررسی نیویورک تایمز توسط ای.او. اسکات AO Scott نیز بازی «درخشان» دووال را نیز برجسته کرد.
کیسی برچبی در DVD Talk خاطرنشان کرد که ندامت شامل «گروهی فوق‌العاده از اجراهای یک بازیگر رؤیایی است. با کمال تعجب، هیچ‌یک از سرنخ‌ها در رقابت برای هیچ‌یک از جوایز مهم سال ۲۰۱۰ نبودند.»
اشنایدر برای این فیلم برنده جایزه Independent Spirit برای بهترین فیلم اول شد.